# کوره آجرپزی (رشت)
کورهٔ آجرپزی حاجي خداخواه  كه توسط برادران خداخواه آقايان حاج محمدرضا ،حاج ابراهيم وحاج اسماعيل اداره مي شده ومربوط به دوره پهلوی است و در رشت، گلسار، بلوار توحید، تقاطع بلوار توحید به بلوار گیلان واقع شده و این اثر در تاریخ ۲۷ آبان ۱۳۸۶ با شمارهٔ ثبت ۲۰۲۷۰ به‌عنوان یکی از آثار ملی ایران به ثبت رسیده است.
کوره آجرپزی سنتی سنتی یا دستی تهران محمودآباد